# Leichtathletik-Europameisterschaften 1934/1500 m der Männer

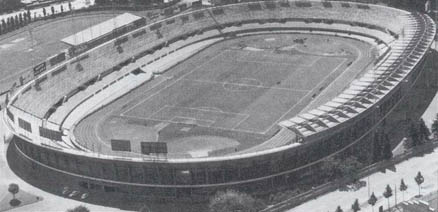
Turiner Olympiastadion – damalige Bezeichnung
Stadio Benito Mussolini

Der 1500-Meter-Lauf der Männer bei den Leichtathletik-Europameisterschaften 1934 wurde am 7. und 8. September 1934 im Turiner Stadio Benito Mussolini ausgetragen.
Europameister wurde der Italiener Luigi Beccali, der vor dem Ungarn Miklós Szabó gewann. Bronze ging an den Franzosen Roger Normand.

## Rekorde

### Bestehende Rekorde
| Weltrekord           | 3:48,8 min                                          | Bill Bonthron                                       | Milwaukee, USA                                      | 30. Juni 1934                                       |
| Europarekord         | 3:49,0 min                                          | Luigi Beccali                                       | Mailand, Italien                                    | 17. September 1933                                  |
| Meisterschaftsrekord | Einen Europameisterschaftsrekord gab es noch nicht. | Einen Europameisterschaftsrekord gab es noch nicht. | Einen Europameisterschaftsrekord gab es noch nicht. | Einen Europameisterschaftsrekord gab es noch nicht. |

### Rekordverbesserungen
Im ersten Rennen wurde ein erster Europameisterschaftsrekord aufgestellt. Dieser neue Rekord wurde anschließend zweimal weiter gesteigert:
- 4:02,4 min (erster EM-Rekord) – Fritz Schaumburg (Deutsches Reich), erster Vorlauf am 7. September
- 4:01,2 min (Verbesserung des ersten EM-Rekords) – René Geeraert (Belgien), zweiter Vorlauf am 7. September
- 3:54,6 min (Verbesserung des EM-Rekords) – Luigi Beccali (Königreich Italien), Finale am 7. September

## Vorrunde
7. September 1934

Der Qualifikationsmodus für diesen Wettbewerb war äußerst ungewöhnlich. Die vierzehn Läufer wurden auf drei Vorläufe mit sehr unterschiedlichen Teilnehmerzahlen verteilt. Im ersten Vorlauf starteten fünf Athleten, im zweiten sechs. Aus diesen beiden Rennen qualifizierten sich die jeweils ersten Vier für das Finale. Der dritte Vorlauf bestand aus lediglich drei Läufern, die alle das Finale erreichten, obwohl es der deutlich langsamste aller Vorläufe war. Eine Zeitregel existierte demnach nicht.
Halbwegs erklärbar wird diese Laufeinteilung eventuell dadurch, dass kurz vor Durchführung des Wettbewerbs einige Abmeldungen erfolgten. Die für das Finale qualifizierten elf Athleten sind hellblau unterlegt.

### Vorlauf 1
| Platz | Name             | Nation             | Zeit          |
| ----- | ---------------- | ------------------ | ------------- |
| 1     | Fritz Schaumburg | Deutsches Reich    | 4:02,4 min CR |
| 2     | Luigi Beccali    | Königreich Italien | 4:03,2 min    |
| 3     | Roger Normand    | Frankreich         | 4:03,4 min    |
| 4     | Ademar Jürlau    | Estland            | 4:04,2 min    |
| 5     | Georg Puchberger | Österreich         | 4:04,9 min    |

### Vorlauf 2
| Platz | Name              | Nation             | Zeit          |
| ----- | ----------------- | ------------------ | ------------- |
| 1     | René Geeraert     | Belgien            | 4:01,2 min CR |
| 2     | Paul Martin       | Schweiz            | 4:01,8 min    |
| 3     | Janusz Kusociński | Polen              | 4:01,8 min    |
| 4     | Umberto Cerati    | Königreich Italien | 4:01,8 min    |
| 5     | Bedřich Hošek     | Tschechoslowakei   | 4:04,0 min    |
| 6     | Eduard Prööm      | Estland            | 4:04,8 min    |

### Vorlauf 3
| Platz | Name              | Nation     | Zeit       |
| ----- | ----------------- | ---------- | ---------- |
| 1     | Miklós Szabó      | Ungarn     | 4:19,0 min |
| 2     | Martti Matilainen | Finnland   | 4:19,0 min |
| 3     | Robert Goix       | Frankreich | 4:19,3 min |

## Finale
7. September 1934

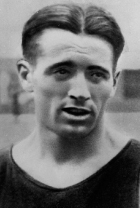
Europameister Luigi Beccali

Der Zeitplan machte es den elf Finalteilnehmern nicht einfach, denn das Finale fand am selben Tag statt wie die Vorläufe.
| Platz | Name              | Nation             | Zeit          |
| ----- | ----------------- | ------------------ | ------------- |
| 1     | Luigi Beccali     | Königreich Italien | 3:54,6 min CR |
| 2     | Miklós Szabó      | Ungarn             | 3:55,2 min    |
| 3     | Roger Normand     | Frankreich         | 3:57,0 min    |
| 4     | Fritz Schaumburg  | Deutsches Reich    | 3:57,8 min    |
| 5     | Janusz Kusociński | Polen              | 3:59,4 min    |
| 6     | Martti Matilainen | Finnland           | 3:59,6 min    |
| 7     | Robert Goix       | Frankreich         | 4:04,0 min    |
| 8     | Ademar Jürlau     | Estland            | 4:05,8 min    |
| 9     | Paul Martin       | Schweiz            | 4:06,6 min    |
| 10    | Umberto Cerati    | Königreich Italien | NT000         |
| 11    | René Geeraert     | Belgien            | NT000         |

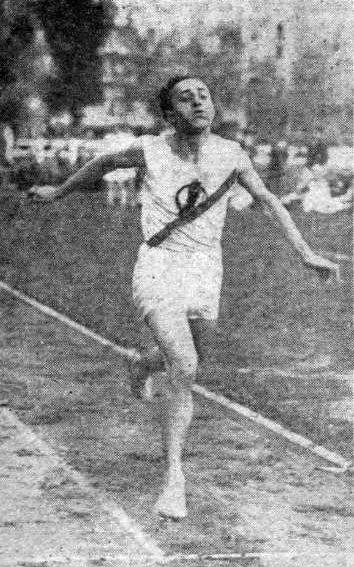
Bronzemedaillengewinner Roger Normand
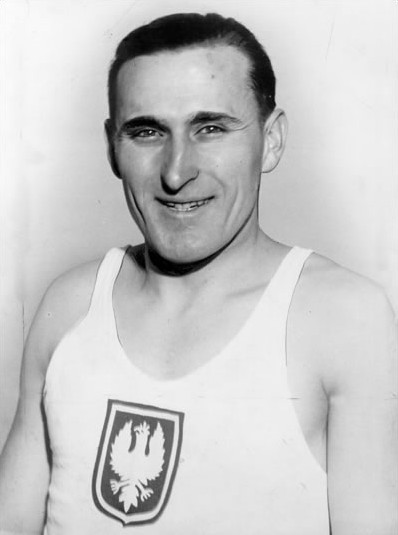
Janusz Kusociński belegte Rang fünf.
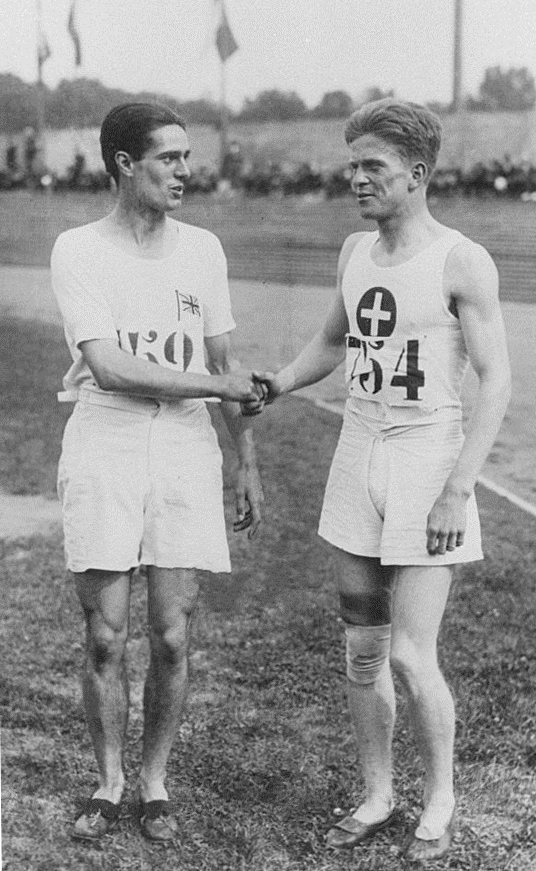
Paul Martin – hier rechts im Jahr 1924 mit dem britischen 800-Meter-Olympiasieger von 1924 und 1928 Douglas Lowe – kam auf den neunten Platz.